# Ландсбергски договор
Ландсбергският договор, наричан Втората подялба на Бавария, (на немски: Landsberger Vertrag, Zweite bayerische Landesteilung) е сключен на 12 септември 1349 г. в Ландсберг. Чрез него наследството на умрелия през 1347 г. император Лудвиг IV Баварски в Бавария, Холандия, Хенегау, Фризия, Зеландия, Бранденбург и Тирол е разделено помежду шестте му синове.
Две години след смъртта на Лудвиг IV Баварски, вителсбахските земи са разделени между синовете му на частични херцогства. Горна Бавария, Бранденбург и Тирол отиват на Лудвиг V Бранденбургер и неговите по-малки братя Лудвиг VI и Ото V, а Стефан II с братята му Вилхелм I и Албрехт I получават Долна Бавария и Нидерландия.
На 3 юни 1353 г. земите отново са разделени чрез договор в Регенсбург.